# Batjevo
Batjevo (bulgariska: Бачево) är ett distrikt i Bulgarien.   Det ligger i kommunen Obsjtina Razlog och regionen Blagoevgrad, i den sydvästra delen av landet, 90 kilometer söder om huvudstaden Sofia.
Trakten runt Batjevo består till största delen av jordbruksmark. Runt Batjevo är det ganska tätbefolkat, med 52 invånare per kvadratkilometer.